# Freiherr-vom-Stein-Platz (Dortmund)

Ansichtskarte Steinplatz und Steinstraße (Postlauf 1914)

Ansichtskarte Steinplatz (Postlauf 1910)

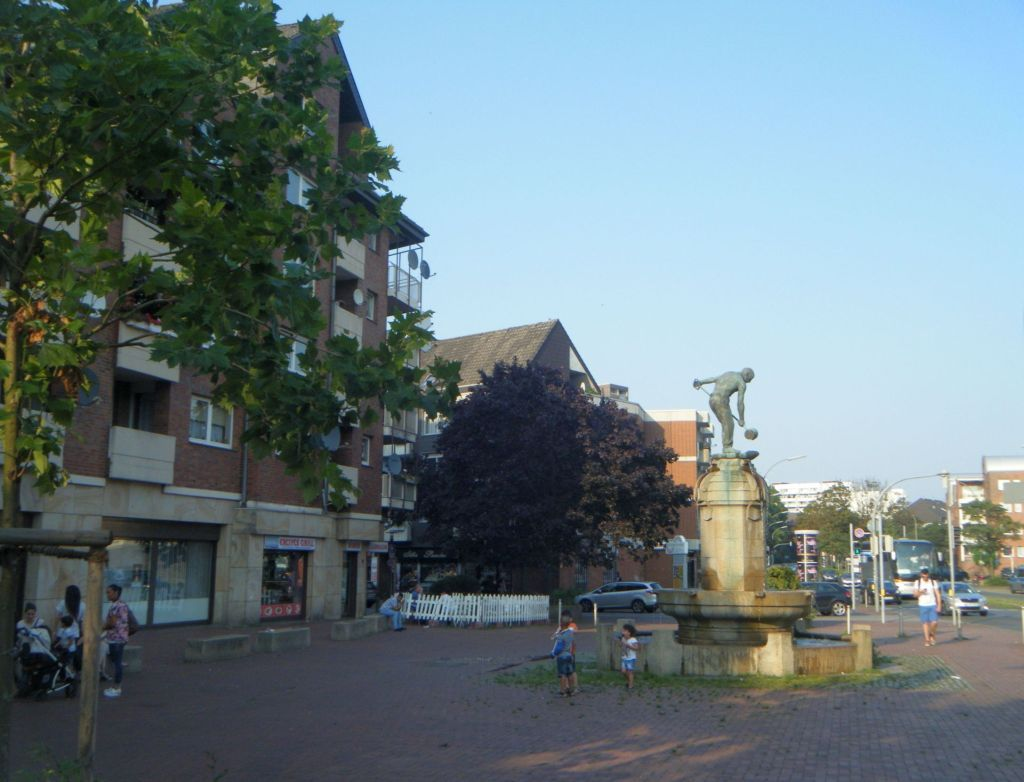
Freiherr-vom Stein-Platz mit Eisengießer-Brunnen (August 2015)

Der Freiherr-vom-Stein-Platz (ursprünglich Steinplatz) liegt an der Steinstraße und der Münsterstraße im südlichen Eingangsbereich des Stadtbezirks Innenstadt-Nord (Nordstadt). Er war ein kompletter Neubau und einer der ersten Plätze und wirtschaftlichen Nebenzentren außerhalb der historischen Stadtmauern von Dortmund. Zwischen Steinplatz und dem Erholungs- und Vergnügungspark Fredenbaum wurde am 1. Juni 1881 die erste Straßenbahnlinie (Pferdebahn) Dortmunds als Vorläuferin der 1894 elektrifizierten Straßenbahn eröffnet. Insbesondere durch seine Nähe zum Hauptbahnhof und dem 1885 eröffneten Schlachthof und Viehmarkt wurde der Steinplatz zum Mittelpunkt eines Vergnügungsviertels mit Bier- und Festhallen, Varietés und der Bordellstraße Linienstraße.
Der unterbliebene Wiederaufbau nach dem Zweiten Weltkrieg, der mehrspurige Ausbau der Steinstraße in den 1960er Jahren und die teilweise Überbauung mit Sozialwohnungen in den 1980er Jahren ließen die Bedeutung des Platzes stark schrumpfen. Aus Fördergeldern des so genannten Nordstadt-Programms wurde der Platz ab 1987 neu gestaltet, aber aus Imagegründen anlässlich der Rekonstruktion des „Eisengießer-Brunnen“ 1990 in Freiherr-vom-Stein-Platz umbenannt.

## Entstehungsgeschichte
Für die durch die Industrialisierung schnell wachsende Nordstadt setzte der Magistrat 1858 einen Stadtbaumeister ein. Ludwig König führte erste Bauvorschriften ein. Sein Nachfolger Brandhoff plante die Nordstadt als rechtwinkeliges Straßennetz mit elf „Schmuckplätzen“, von denen aber nur der Viehmarkt/Steinplatz 1890, der Sedanplatz/Borsigplatz 1895, der Nordmarkt 1906 und der Hackländerplatz zu einem nicht bekannten Zeitpunkt realisiert wurden, wobei die Randbebauung schon wesentlich früher eingesetzt hatte, am Steinplatz schon in den 1860er Jahren.

## Namensgeschichte
Als erste Namensbezeichnung ist „Viehmarkt“ gemäß der ursprünglichen Funktion als Marktplatz für die nördlichen Stadtteile von Dortmund überliefert. Die Bezeichnung Steinplatz als Platz an der Steinstraße ist nicht von einem Personennamen abgeleitet, sondern, wie in vielen anderen Städten auch, von geologischen Gegebenheiten. Überlegungen, die Bezeichnung Steinstraße, der das Image eines Rotlichtviertels anhaftete, durch Freiherr-vom-Stein-Straße zu ersetzen, um insbesondere der Auslandsgesellschaft Nordrhein-Westfalen eine „höherwertige“ Anschrift zu geben, ließen sich nicht realisieren. Mit der Rekonstruktion und Einweihung des Eisengießer-Brunnens erfolgte 1990 nur die Umbenennung des Platzes. So liegt heute ein Freiherr-vom-Stein-Platz an der Steinstraße.

## Eisengießer-Brunnen

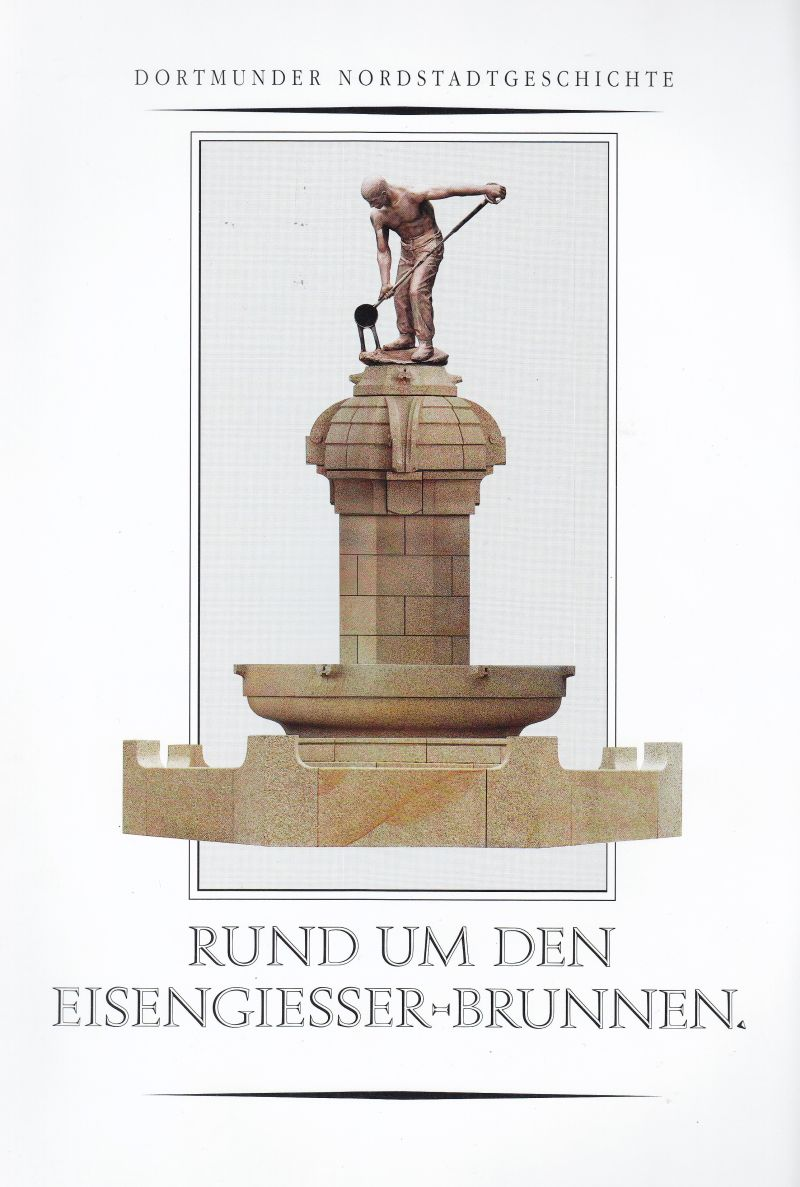
Titelblatt Broschüre „Eisengießer-Brunnen“ (August 1990)

Ein besonderes Kapitel bildet der Eisengießer-Brunnen als Bindeglied zwischen altem und neuem Steinplatz. Das Arbeiterdenkmal wurde am 26. Januar 1906 durch Oberbürgermeister Wilhelm Schmieding eingeweiht. Der örtliche Verschönerungsverein hatte den „Steinplatzbrunnen“ nach einem Entwurf des Kölner Bildhauer-Professors Wilhelm Fassbinder aus Spendengeldern errichten lassen. Die Nationalsozialisten schmolzen die Bronzestatue für Rüstungszwecke ein. Der Brunnen verschwand komplett und geriet auch in Vergessenheit. Mit der Neugestaltung des Platzes entstand auch die Idee der Rekonstruktion des Eisengießer-Brunnens, die der „Förderverein Eisengießer-Brunnen am Freiherr-vom-Stein-Platz e.V.“ – wie sein historisches Vorbild – aus Spendengeldern realisierte. Am 10. August 1990 erfolgte die Einweihung durch Oberbürgermeister Günter Samtlebe.